# Hattarvík
Hattarvík (Hattervig en danois) est l'un des deux villages de l'île de Fugloy aux îles Féroé. Il comptait 11 habitants permanents en 2019.
Hattarvík a été fondé en 900. Son église date de 1899.
Le village est desservi par ferry depuis Hvannasund, une à deux fois par jour et par hélicoptère depuis Tórshavn et trois fois par semaine à destination de Klaksvík.

## Légende
Le village est le berceau du mythe des « floksmen », un groupe de séparatistes qui vivait à Hattarvík au XVe siècle. Les plus connus d'entre eux étaient les bandits Høgni Nev, Rógvi Skel et Hálvdan Úlvsson qui — avec la complicité de Sjúrður við Kellingará du village voisin de Kirkja — tyrannisaient et contrôlaient partiellement le nord des îles Féroé. Les quatre hommes furent condamnés à mort bien qu'une possibilité de grâce ait été prévue pour Sjúrður. Mais ce dernier souhaita être tué avec ses compagnons.